# 布加勒斯特迪納摩足球俱樂部
布加勒斯特迪納摩足球俱樂部（F.C. Dinamo Bucureşti）是一家主場設在羅馬尼亞布加勒斯特的足球俱樂部。
布加勒斯特迪納摩在羅馬尼亞國內擁有很高的人氣和地位。其與同城球隊布加勒斯特星隊之間的德比戰被稱為布加勒斯特德比。在歷史上，布加勒斯特迪納摩曾經 18 次奪得羅馬尼亞足球甲級聯賽的冠軍，最近的一次是在2007年。布加勒斯特迪納摩在羅馬尼亞共產主義時期曾長期獲得來自秘密警察的支持。

## 榮譽

### 國內賽事
- 羅馬尼亞足球甲級聯賽：18 次

1954–55、1961–62、1962–63、1963–64、1964–65、1970–71、1972–73、1974–75、1976–77、1981–82、
1982–83、1983–84、1989–90、1991–92、1999–00、2001–02、2003–04、2006–07；
- 羅馬尼亞盃：12 次

1958–59、1963–64、1967–68、1981–82、1983–84、1985–86、1989–90、1999–00、2000–01、2002–03、
2003–04、2004–05；
- 羅馬尼亞聯賽盃：1 次

2017
- 羅馬尼亞超級盃：1 次

2004–05；

## 外部連結
- 官方網站 （页面存档备份，存于）